# Emmerich Schäffer
Emmerich Schäffer (n. 10 octombrie 1931, Timișoara, România – d. 29 mai 1999, München, Germania) a fost un actor româno-german.
În 1977 s-a stabilit în Germania, unde și-a continuat cariera de actor.

## Filmografie

### În România
- Pădurea spînzuraților (1965) - Müller
- Tunelul (1966) - Otto von Keller
- Un film cu o fată fermecătoare (1967)
- Amprenta (1967)
- Cerul începe la etajul III (1967)
- Castelul condamnaților (1970) - Dankwart
- Mihai Viteazul (1971) - generalul Gheorghe Basta
- Der Seewolf (miniserie TV, 1971) - Thomas Mugridge
- Pentru că se iubesc (1972)
- Ceața (1973)
- Un comisar acuză (1974) - profesorul Stan Naumescu
- Ștefan cel Mare - Vaslui 1475 (1975)
- Hyperion (1975)
- Evadarea (1975)
- Lockruf des Goldes (2 episoade, 1975) - Joe Hines
- Cantemir (1975)
- Mușchetarul român (1975)
- Zile fierbinți (1975)
- Osînda (1976) - boierul Leon Pârâianu

### În Germania
- Der Alte (1 episod, 1978) - Drill
- Das Einhorn (1978)
- Die Momskys oder Nie wieder Sauerkraut (1981)
- Die Pawlaks - Eine Geschichte aus dem Ruhrgebiet (serial TV, 1982) - Ludwig Harig
- Trauma (1983)
- Die Entführung aus dem Serail (film TV, 1990) - Selim Pașa
- Forsthaus Falkenau (1 episod, 1992)

## Traduceri
- Johannes von Tepl: Plugarul și moartea, traducere din germana medievală (Der Ackermann aus Böhmen) de Marin Tarangul și Emmerich Schäffer, București, Editura Humanitas, 1997, ISBN 973-28-0741-5[7]

## Distincții
- Ordinul Meritul Cultural clasa a V-a (6 noiembrie 1967) „pentru merite deosebite în domeniul artei dramatice”[8]

## interviu:  Emmerich Schäffer - O fișă pe lună
de Adina Darian
— M-am născut într-un oraș frumos, cel mai frumos. Într-un an în care nu au fost evenimente prea importante, dar într-un anotimp care-mi place și astăzi — toamna.
Este răspunsul lui  la întrebarea nr. 1: ziua, luna, data și locul nașterii, care deschide în 99 la sută din cazuri rubrica noastră. Răspunsul mai exact este: 10 octombrie 1931, Timișoara.
Pregătirea profesională
— Școala tot la Timișoara am făcut-o. Școală pentru pregătire artistică n-am făcut. Ideea scenei mi-a venit dintr-un complex psihic. Eram bâlbâit, miop, cocoșat.
Pentru mine cea mai grea meserie mi se părea a fi cea de actor. Și cum întotdeauna mi-au plăcut obstacolele care-ți pun la încercare voința, temeritatea, am ales-o. Duritatea îmi este proprie. Sunt adeptul lui Rousseau, când spune să nu-ți fie rușine de defectele tale, de incapacitățile tale fundamentale. Și apoi complexul artistic se compune și din defecte.
În anul 1953, Schäffer dă admiterea la Institutul de teatru de la Cluj, la clasa maestrului Braborescu. Se pare că era hotărât să-și pună... defectele la încercare. Dar abandonează Institutul, pentru Teatrul de păpuși — magnet mai puternic. După patru ani însă dimensiunile reduse aIe scenei devin sufocante și Schäffer revine pe scena mare.
— Și astăzi sunt un fervent admirator al teatrului de păpuși și nu rareori mă gândesc nostalgic la școala de foarte bună calitate care a constituit-o pentru mine.
Scena
De Teatrul de stat de limbă germană de la Timișoara, despre care Schäffer spune că i-a adus «primele și poate cele mai frumoase bucurii de actor», numele lui se leagă cu 47 de roluri. A jucat în «Hoții», «Sperjurul», «Oameni care tac», «Explozie întârziată», «Surorile Boga», «Othello», «Egmont»... Primul pas în teatrul de limbă română I-a făcut purtând haina lui Horațiu, în spectacolul «Hamlet» montat de Dan Nasta și în rolul lui Tusenbach din «Trei surori» de Cehov. Apoi joacă la Teatrul Lucia Sturdza Bulandra din București în «Intrigă și iubire» și «Cazul Oppenheimer».
— Cu această piesă am descoperit teatrul politic. Cred că teatrul cu probleme absolut majore este teatrul viitorului. Eu optez pentru el cu toată ființa mea și îmi doresc să joc cât mai mult în asemenea piese.
Ocazia nu a întârziat. În stagiunea prezentă, Schäffer interpretează rolul lui Robespierre din piesa «Moartea lui Danton» de Georg Büchner.
— Omul Robespierre, Robespierre geniul revoluției franceze, m-au fascinat dintotdeauna. Pentru mine el este personajul cel mai pregnant din istoria modernă. Știați că la Paris, nu este nicio stradă care să-i poarte numele?
Ecranul
— Pot să mă socotesc unul dintre puținii fericiți care au avut norocul să joace primul rol, cel mai frumos, sub conducerea unui regizor ca Liviu Ciulei.
lată o mărturisire despre rolul de debut al soldatului Müller din Pădurea spânzurațiIor.
— Și aici s-a produs o coincidență între pasiunile mele literare și rol. Citisem nuvela lui Rebreanu «Ițic Ștrul dezertor» de nenumărate ori. Pentru mine căpătase rezonanțe de poem. Poate era singura... poezie pe care o știusem vreodată pe dinafară.
Au urmat roluri în Runda 6, Tunelul și mai recent, în Această fată fermecătoare.
Televiziunea
Două roluri în piesele «12 oameni furioși» de R. Rose și «Neînțelegere» de A. Camus.
— Sper să mai joc... sper, deși doresc să rămân în primul rând un actor de teatru. Apreciez foarte mult televiziunea ca modalitate artistică, pentru că ea concretizează cel mai bine ideea mea despre arta actoricească, care în primul rând nu trebuie să-și piardă farmecul efemerului. Filmul îți fixează fiecare gest, în teatru îți îmbogățești rolul în fiecare seară, la televiziune însă spectacolul trăiește numai cât emisia și dispare odată cu ea. Este ca dragostea, e reală numai cât există.
De la o întrebare la alta
— Indiferent dacă vă aflați pe terenul teatrului, sau al ecranului mare sau mic, care este sentimentul cu care întâmpinați un nou rol?
— Mă îngrijorează. Îmi transmite panică în fața complexității și a posibilităților de a-I aborda. În meseria noastră, factorul cel mai captivant este fantezia care te poate conduce peste orice bariere, dar limitele noastre individuale sunt atât de mari, încât uneori ți-ai dori o forță de magician ca să ajungi să dai rolului tot ceea ce ți-a sugerat la primele lecturi.
— Cine sau ce anume v-a influențat în mod deosebit în cariera artistică?
— Nimic mai mult ca întâlnirea cu Liviu Ciulei. Și strada. Drumul ca simbol al căutărilor pelerinului. Strada, ca simbol al diversității, al aparențelor, al neprevăzutului, al tragicului, al renunțării, al dragostei. «Strada» pe care o privesc întotdeauna cu ochii larg deschiși.
— Ce reprezintă teatrul și filmul pentru dumneavoastra?
— Existență.
— Ce preferințe aveți în materie de:
Poezie: — Toți poeții care stau în orbita lui Rilke și Ion Barbu, care pentru mine reprezintă cei doi poli în jurul cărora gravitează poezia românească modernă și cea germană.
Proză: — Am fost întotdeauna un pasionat cititor. lubesc mult clasicii literaturii: Günther Grass și Faulkner se plasează și ei printre preferințele mele. Acum citesc mult Eugen Barbu. Și îmi place.
Muzică: — Nu ascult niciodată muzică ușoară, poate și din teama că ar deștepta în mine un sentimentalism pe care îl urăsc, pentru că îl consider o piedică în gândirea artistică. Muzica simfonică ocupă un loc esențial în preocupările mele. Ea rămâne fenomenul artistic cel mai pur. Chiar dacă mă sperie un Schönberg sau mă depășește un Webern nu pot să mă lipsesc de ei. Și totuși Beethoven e sublim. Deși sunt mai aproape de Liszt ca structură.
Am avut în fața noastră un Schäffer sincer, modest, având însă orgoliul defectelor. Un Schäffer care-și intuiește rolurile cu subtilitate și fortă, care-și dăruiește gândurile prin vorbe și gesturi. Un Schäffer sentimental care vrea să fie lucid și care și-a propus să devină un actor cerebral tocmai pentru că la începutul carierei sale a fost prea adesea numit «un actor eminamente sensibil». Și din curiozitatea unei confruntări cu părerile noastre, i-am adresat o ultimă întrebare:
— Ce vă caracterizează în viață, în profesiune?
— Capriciul.
— Să fie oare așa?
(revista Cinema nr. 12, decembrie 1966)

====================================================
Familie :  A fost căsătorit cu actrița română Adela Mărculescu.